# En avant la moujik
En avant la moujik est un roman publié en octobre 1969 par Frédéric Dard sous le nom de plume de San-Antonio, il est le 72e de la série policière San-Antonio.
Chez l’éditeur Fleuve noir, il porte d’abord le numéro 766 de la collection « Spécial Police », puis en 1972 le numéro 89 de la collection « San-Antonio ».
Les événements se produisent pour la plupart en Union soviétique et dans la ville de Bradévostock.

## Personnages

### Commissaire San-Antonio et entourage
- Commissaire San-Antonio.
- Inspecteur Alexandre-Benoît Bérurier.
- Berthe Bérurier (femme d' Alexandre-Benoît) qui accompagne son amant Alfred Dan.
- César Pinaud (auxiliaire de San-Antonio) qui débarque seulement sur la fin à l'enquête.

### Personnages en lien avec le roman
- Boris Bofstrogonoff : physicien russe ayant établi la formule du Bordélaku.
- Natacha Bofstrogonoff : fille du professeur Bofstrogonoff.
- Yvan Sasakarine : chauffeur du professeur Bofstrogonoff.
- Anastasia Rontéburnansky : amie d'enfance de Natacha Bofstrogonoff.
- Alexandra Kouchtoyla Kjtdénièz : prostituée en Sibérie.
- Kouvrechev : commandant de bord d'un avion.

## Résumé
Un éminent scientifique français est mort, alors qu'il rendait visite à l'un de ses confrères, en URSS, pour échanger entre scientifiques sur des avancées pouvant révolutionner la face du monde. 
Les services secrets sont en ébullition, et le seul plan valable est que le commissaire San-Antonio épouse la fille du savant russe, par bonheur en voyage en France, qu'il se rapproche de son beau-père, et lui extorque ses secrets.

## Couvertures
- 1re édition de 1967 : illustration de Michel Gourdon.
- 2e édition de 1978 : illustration photo[Laquelle ?].
- 3e édition de 1983 : illustration photo[Laquelle ?].
- 4e édition de 1992 : illustration d'Alain Siauve.
- 5e édition de 2001 : illustration [Laquelle ?].
- 6e édition de 2009 : illustration[Laquelle ?].
- 7e édition de 2014 : illustration[Laquelle ?].

## Titres des chapitres
| I      | MARDI 11 H 30 |
| II     | MARDI 22 H 20 |
| III    | MARDI 22 H 20 |
| IV     | MARDI 22 H 45 |
| V      | MERCREDI 0 H 10 |
| VI     | MERCREDI 1 H 18 |
| VII    | MERCREDI 2 HEURES (PILE)                                                                                             |
| VIII   | MERCREDI 2 H 58 (POUR ÊTRE PRÉCIS)                                                                                   |
| IX     | MERCREDI 3 H 21 (COMMUNIQUÉ PAR LIP)                                                                                 |
| X      | MERCREDI 14 H 8 (HEURE DE PARIS)                                                                                     |
| XI     | MERCREDI 14 HEURES 15 MINUTES (28 SECONDES)                                                                          |
| XII    | PLUS TARD (JE NE SAIS PAS COMBIEN DE TEMPS APRÈS)                                                                    |
| XIII   | JEUDI 10 HEURES (HEURE DE JE NE SAIS Z'OÙ !)                                                                         |
| XIV    | JEUDI 10 H 14 (ENVIRON)                                                                                              |
| XV     | JEUDI MIDI (L'HEURE DU BERGER)                                                                                       |
| XVI    | JEUDI 11 HEURES (L'HEURE DU BOUILLON)                                                                                |
| XVII   | JEUDI 11 H 30 (L'HEURE SOMBRE)                                                                                       |
| XVIII  | JEUDI 11 H 50 |
| XIX    | JEUDI 10 H 60 |
| XX     | JEUDI MIDI |
| XXI    | JEUDI 12 HEURES (CAR MA MONTRE S'EST ARRÊTÉE)                                                                        |
| XXII   | JEUDI (BIENTÔT 13 HEURES)                                                                                            |
| XXIII  | JEUDI 21 H 40 (COMME LE TEMPS PASSE !)                                                                               |
| XXIV   | JEUDI 22 H 22 (L'HEURE DES POULETS)                                                                                  |
| XXV    | VENDREDI DANS LA NUIT (IL FAIT TROP NOIR POUR QUE JE PUISSE REGARDER L'HEURE)                                        |
| XXVI   | VENDREDI 8 HEURES |
| XXVII  | VENDREDI 8 H 44 (L'HEURE DU MEURTRE)                                                                                 |
| XXVIII | VENDREDI 10 H 10 (MAIS J'AVANCE)                                                                                     |
| XXIX   | VENDREDI 10 H 55 |
| XXXe   | AU QUATRIÈME TOP, IL SERA EXACTEMENT VENDREDI, 14 H 21                                                               |
| XXXI   | VENDREDI 14 H 35 (À MOINS QUE JE NE RETARDE !)                                                                       |
| XXXII  | VENDREDI : MERCI, MONSIEUR ROBINSON, DES COMME CELLE-LÀ, J'EN AVAIS ENCORE JAMAIS VU                                 |
| XXXIII | VENDREDI DANS LA NUIT (MA MONTRE NE COMPORTANT PAS UN CADRAN FLUORESCENT, IL M'EST IMPOSSIBLE DE PRÉCISER DAVANTAGE) |

## Figures de style
L’accumulation :
- « On peut passer à la casserole les donzelles les mieux huppées aussi bien que la voisine du dessus. N'importe qui n'importe quoi ! Des curés, des petites filles, des centenaires,des hermaphrodites, des chèvres, des duchesses, des pédégés, des potirons, des mottes de beurre, des Japonaises, des aviatrices, des Fabiola, des putes, des peaux de banane, des animaux, des grilles de confessionnaux, des saint-bernards, des spiquérines de télé, des coquillages, des bouches d'égout, des jeunes filles riches, des jeunes gens pauvres, des trous de souffleur, des goulots de bonbonne, des guenons, des cousines germaines, des sœurs de charité, des sœurs de lait, des sœurs ainées[1]. »

Le calembour :
- vessies si tudes : vicissitudes « -Y a qu'à mater ce trésor pour comprendre que sa vertu est briquée aux enzymes, qu'a connaît ballepeau de la vie et de ses vessies si tudes, qu'elle a jamais vu le moindre zifolard à ombrelle, cette mignonne[2]. »
- six magrées : simagrées « -Mais qu'est-ce que tu fabriques, mec, du diable si j'entrave quoi que ce serait à tes six magrées[2]. »
- le titre même : En avant la moujik (pour en avant la musique).

Les néologismes :
- avoir son taf : avoir son compte « -J'ai pas eu le temps de piger que j'avais déjà mon taf[2]. »
- sauciflarder : ligoter « Tu les déloques, Gros, tu mets leurs uniformes à part, ensuite de quoi tu les sauciflardes[3]. »
- embourber : enterrer « Quand je canerai, je défends qu'on m'embourbe dans un lardeuss de chêne[4]. »
- brandicharde : brandir « ..., je lui brandicharde ma carte tricoleuse sous le tarin[5]. »